# Муттерштадт
Муттерштадт (нім. Mutterstadt) — громада в Німеччині, розташована в землі Рейнланд-Пфальц. Входить до складу району Рейн-Пфальц.
Площа — 21 км2. Населення становить 12 885 ос. (станом на 31 грудня 2020).